# 观察学习
观察学习（Observational learning），又称为“替代学习”（vicarious learning），是指由于观察他人行为，而发生的行为或态度学习。对观察学习的研究主要归功于美国心理学家阿尔波特·班杜拉。进一步的研究已经开始，显示观察学习与经典条件反射和操作条件反射之间的关系。
许多人把观察学习误认为是模仿。这2个术语的不同之处在于，观察学习是由于观察榜样而引起的行为改变。这并不意味复制榜样的行为。它也意味着观察者由于了解了某种行为的后果，可能做出榜样的反面行为。这种学习不要做什么的情况，是没有模仿的观察学习。 

波波玩偶

尽管观察学习可能发生在人生的任何阶段，但是通常认为主要发生在重要的童年时期，特别是权威的影响非常重要。对于观察学习，最佳的行为榜样是比观察者年长一到两岁者。因此，社会学习理论已经影响了关于电视暴力和父母亲行为榜样影响的争论。班杜拉的“波波玩偶实验”在心理学中作为观察学习的实证被广泛引证，证明儿童在观察成人玩与实物同样大小的回弹玩偶之后，自己再去玩这些玩偶时，出现暴力行为的几率增加。不过，有可能只有得到强化，儿童才复制榜样的行为。但是奥托·劳森在1968年发现，只有56%的儿童由于电视的影响，通过暴力行为来达到目的。但也有研究，檢驗芝麻街或愛探險的朵拉的年幼觀眾，認為兒童可以透過電視學到社交、語言技巧。
观察学习中包括没有任何行为改变的学习，因此，这也被用来反对严格的行为主义（认为必须发生行为改变）。班杜拉注意到“伯尔赫斯·弗雷德里克·斯金纳认为，社会模仿可能加速新行为的获得，无须对连续的学习步骤进行强化”（1953年）
观察学习有可能仅仅被看为操作练习的一个变种。尼尔·米勒和约翰·多拉德首先提出这种观点，认为观察者的行为改变归因于“观察者”行为的推论，而不是榜样行为的推论。
有趣的是，在动物观察学习的研究中，有许多变量令人困惑。其中之一是“维纳斯效应”：来自榜样的性刺激会干扰观察榜样行为的能力。（Warden 、Jackson，1935)

## 必要条件
班杜拉将社会学习的过程称为“建模”（英語：Modelling），并给出一个人成功地模仿他人的行为的4个必要条件：
注意榜样 (Attention)必须首先注意从事特定行为的人（榜样）。
保持記得 (Retention)留意于观察的行为，观察者能够有效记忆榜样所做過的行為。有些行為很抽像而年幼的观察者可能不能完整地記得所有行為而失敗:7。記憶的方法可以是想像、語言、心理複述來記得。
自动再现 (Reproduction)观察者能够有能力去复制所观察到的行为，例如其對所觀察行為之前的經驗
动机与机会 (Incentives and Motivations)观察者必须有完成观察或记忆的行为的动机，而且必须有机会这样做。如果观察者模仿該行為會受罰，那他們就不會想去做。因為對結果有不同的預期，不同的人對同一事物都可以不同的反應。

## 对行为的影响
社会学习可能通过下列方式影响行为：
- 学习新行为
- 增加或减少先前学习的行为的频率
- 鼓励先前的禁止行为
- 增加或减少类似行为。例如，观察在钢琴上胜过自己者的表演可能鼓励观察者在萨克斯演奏上获胜

## 應用

### 行為治療
透過榜樣來令目標習得平時較少做或從未做過的新行為。

### 學習動機
老師透過將課堂斬細，並為學生制定這些小任務的目標及之後提供一些回饋（比起只有目標或回饋其中一樣），學生有更大的自我效能，也令他們有更大的內在興趣去學。

## 延伸阅读
- Galef, B.G. & Laland, K.N. (2005). 动物的社会学习：经验研究和理论模型，生物科学，55, 489-499. 全文
- Zentall, T.R. (2006). 模仿：界说、证据和机制。动物认知，9,335-353.（社会学习不同类型的全面评论）全文